# カボ
『カボ』（スペイン語: Cabo）は、メキシコのテレノベラ。ラス・エストレージャスで2022年10月24日から2023年2月17日まで放送された。

## 登場人物

### 主な登場人物
ソフィア・チャベス
演 - バルバラ・デ・レギル
アレハンドロ・ノリエガ
演 - マティアス・ノボア
イサベラ・エスカランテ
演 - エヴァ・セデーニョ
エドゥアルド・トーレス
演 - ディエゴ・アモズルティア
ルシア・デ・ノリエガ (エピソード1～50)
演 - レベッカ・ジョーンズ
アルフォンソ「ポンチョ」チャベス
演 - ラファエル・インクラン
ヴァネッサ・ノリエガ・アラルコン
演 - マール・コントレラス
ファウスト・カブレラ
演 - ロベルト・バレステロス
マレナ・サンチェス
演 - ファビオラ・カンポマネス
レベッカ・チャベス・ペレス
演 - マリア・チャコン
グアダルーペ・グティエレス
演 - アルレット・パチェコ
アラン・オルテガ
演 - ラウル・コロナド
エルネスト
演 - カルロス・アティエ
カルメン・ペレス
演 - バルバラ・トーレス
ルイス・サンチェス
演 - ゴンサロ・ベガ・ジュニア
アルバロ・ルイス
演 - マルキン・ロペス
カレン・エスカランテ
演 - ソフィア・リベラ・トーレス
ブランキータ
演 - ロレナ・セビリア
ルシア・アラルコン (エピソード51～85)
演 - アゼラ・ロビンソン